# Capraia
|  | Per a altres significats sobre una de les illes Tremiti, vegeu «Capraia (Tremiti)». |

 Capraia  (coneguda anteriorment com a  Capraria ) és una illa d'Itàlia, que forma part de l'Arxipèlag Toscà, a la Província de Liorna, a la Toscana. Està situada a 62 km de Liorna, 32 km al nord de l'illa d'Elba i a 30 km de Còrsega. D'origen volcànic, té una àrea de 19 km² i la seva cota més alta és de 466 m..
Capraia Isola és l'únic municipi de l'illa, amb una població de 407 habitants (1 de gener de 2019).
A l'illa es produeix vi, i és un centre de pesca d'anxoves. El 1527 va ser presa per Gènova, i va ser fortificada. El 1796 fou ocupada durant un temps per Nelson. Part de l'illa va ser utilitzada com a Colònia penal: aquesta activitat va cessar el 1986. A 40 km al nord es troba l'illa de Gorgona, famosa per les seves anxoves.